# Белечи, Сальваторе
Сальваторе «Тори» Белечи (род. 30 октября 1970, Монтерей, штат Калифорния) — конструктор и изготовитель моделей, использующихся, в том числе, в кино. Известен своим участием в телепередаче «Разрушители легенд» на канале «Discovery».

## Биография
После окончания Университета штата в Сан-Франциско в 1994 году Белечи устроился на работу к Джейми Хайнеману в M5 Industries. Через несколько лет Тори перешел в компанию «Industrial Light and Magic» (студия спец-эффектов, созданная Джорджем Лукасом). В качестве изготовителя моделей, скульптора и художника Тори проработал в ILM около 9 лет. Он принимал участие в работе над такими фильмами, как «Звёздные войны. Эпизод I. Скрытая угроза» и «Звёздные войны. Эпизод II. Атака клонов»: некоторые части линкоров конфедерации и свупов созданы Тори.
Принимал участие в работе над фильмами:
- Матрица (вся трилогия);
- Ван Хелсинг;
- Звёздный десант;
- В поисках Галактики;
- Двухсотлетний человек;
- Питер Пэн.

Кроме того, Белечи снимал короткометражные фильмы по собственным сценариям: в 1999 году его короткометражка «Sand Trooper» была представлена на кинофестивале «Slamdance Film Fesitval», а также была показана на американском кабельном канале «Sci-Fi».
К «Разрушителям легенд» Тори присоединился в 2003 году, работая за сценой. На экране он появился во втором сезоне, в составе «подмастерьев» (англ. build team), а в титрах его стали упоминать начиная с третьего сезона. В 2005 году он убедил своего товарища, также сотрудника ILM, Гранта Имахару участвовать в передаче.
Его коллеги по «подмастерьям» — Кэри Байрон и Имахара часто перекладывают на Тори наиболее опасную часть проверки мифа. К примеру, он входил в загон с быком в красном спортивном костюме («Бык и красная тряпка») и лизал замёрзший металлический шест («Снежные мифы»).
Личная жизнь
У Тори есть 3 брата Андрей, Мишель, Мигель.

## Высказывания
Во времена учебы в университете я делал доклад о спецэффектах в кино и увидел в книге фотографию Millennium Falcon на фоне голубого экрана в ILM. И я подумал, «я хочу сделать то же самое когда-нибудь». И только когда я увидел в статье журнала Cinefex, посвящённой Эпизоду I, своё фото на фоне линкоров федерации и голубого экрана, я вспомнил свою детскую мечту.